# Artykuł prasowy
Artykuł prasowy (od łac. articulus) – ogólna nazwa drukowanej wypowiedzi w prasie, od notatki informacyjnej na temat polityczny, społeczny, kulturalny, sportowy – po krótki esej. Dobry artykuł powinien być przejrzysty kompozycyjnie, zawierać logiczny wywód, w którym kolejne argumenty stanowią potwierdzenie tezy lub opis sytuacji i wydarzeń.